# Radiotelevizija Crne Gore
Radio Televizija Crne Gore (RTCG; czarnog. Радио и Телевизија Црне Горе) – czarnogórski nadawca publiczny radiowo-telewizyjny. 
Nadawca od 2006 jest członkiem Europejskiej Unii Nadawców. Dyrektorem jest Boris Raonić.

## Programy
Do RTCG należą trzy programy telewizyjne:
- TVCG 1
- TVCG 2
- TVCG Satellite

oraz 2 programy radiowe: 

- Radio Crne Gore 1
- Radio Crne Gore 2